# ولادیمیروفکا (شهرستان بلاگووشچنسکی، باشقیرستان)
ولادیمیروفکا (انگلیسی: Vladimirovka, Blagoveshchensky District, Republic of Bashkortostan) یک شهرک در شهرستان بلاگووشچنسکی باشقیرستان کشور روسیه است.